# Vulliens
Vulliens är en ort och kommun  i distriktet Broye-Vully i kantonen Vaud, Schweiz. Kommunen har 646 invånare (2023).